# Abbaye Saint-Denis de Reims
L'abbaye Saint-Denis de Reims est une ancienne abbaye augustinienne située rue Chanzy à Reims, fondée à une date inconnue, rétablie en 1067 par Gervais, archevêque de Reims. Elle adhère aux chanoines réguliers de saint Augustin de la Congrégation de France (génovéfains) en 1633. Elle est fermée en 1790 et en partie démolie. Elle abrite aujourd'hui le musée des Beaux-Arts de Reims.

## Histoire
Selon certaines sources, elle aurait été fondée par Hincmar en 860. Flodoard cite déjà l'abbaye au Xe siècle, fondée, selon Jadart, ou rétablie en 1067 par Gervais, archevêque de Reims.
En 1106, Manassès II résigne son archiépiscopat et se retire comme chanoine régulier de Saint-Denis de Reims.
En 1633 ou en 1636, selon Marlot, elle est réformée et le monastère s’agrège à la nouvelle congrégation de Sainte-Geneviève.
Le 13 février 1790, l'Assemblée constituante prononce l'abolition des vœux monastiques et la suppression des congrégations religieuses. L'abbaye est fermée et devient bien national.
Au début du XIXe siècle, l'édifice est maintes fois réquisitionné et sert tour à tour de siège du Directoire de district, d'entrepôt pour les œuvres d'art des églises vendues ou encore de caserne pour les troupes d'occupation russes en 1814 puis en 1815. En 1822, il devient le grand séminaire, et le reste tout au long du siècle.
Alors que le bâtiment est vide depuis la loi de séparation des Églises et de l'État, il est décidé en 1908 d'y transférer les collections du Musée des Beaux-arts - jusque-là exposées au sein de l'hôtel de ville - à la suite de l'important legs d'Henry Vasnier. Le nouveau musée installé dans l'ancienne abbaye est inauguré le 19 octobre 1913 par le président Raymond Poincaré.
Le bâtiment d'entrée donnant sur la rue fait l'objet d'un classement au titre des monuments historiques par décret du 19 juillet 1921. L'escalier d'honneur, et la façade au fond de la cour, incluant sa galerie et la toiture correspondante fait l'objet d'une inscription au titre des monuments historiques par arrêté du 25 octobre 1971.

## Architecture
En 1895, on retrouve une inscription relatant la pose de la première pierre le 18 février 1477 d'un bâtiment élevé par l'abbé Jacques Joffrin
La date des constructions du XVIIIe siècle, qui remplacent celles du XVe siècle, a pu être fixée grâce au chiffre M P J, du prieur Pierre-Joseph Marvye, inscrit sur la clef de l'arcade centrale de la galerie du fond de la cour. Ce prieur dirigea, de 1743 à 1751, les travaux commencés sur les plans d'un architecte rémois Nicolas Bonhomme. « Le 9 mai 1743, on a mis la première pierre au bâtiment », est-il écrit aux actes de l'abbaye.
Son église et les cloîtres remontant au Moyen Âge sont détruits à la Révolution. Il ne reste qu'une entrée et une très belle cour architecture Louis XV sur la rue Chanzy, suivie d'un autre vaste bâtiment. En 1822, les bâtiments restants abritent le Grand séminaire de Reims, puis à partir de 1913, le musée des Beaux-Arts de Reims.

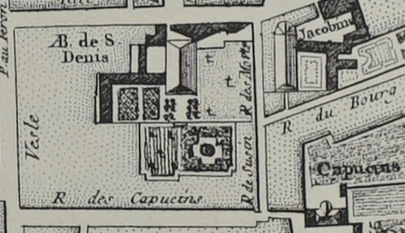
En 1775 sur le plan Moithey.
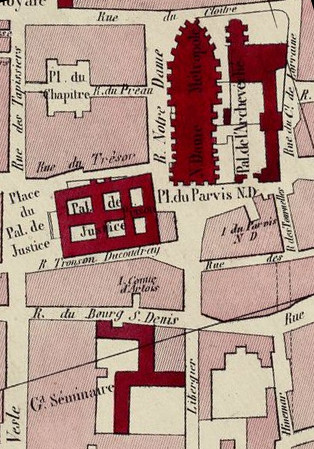
Ce qui subsiste sur le plan Héteau de 1844.
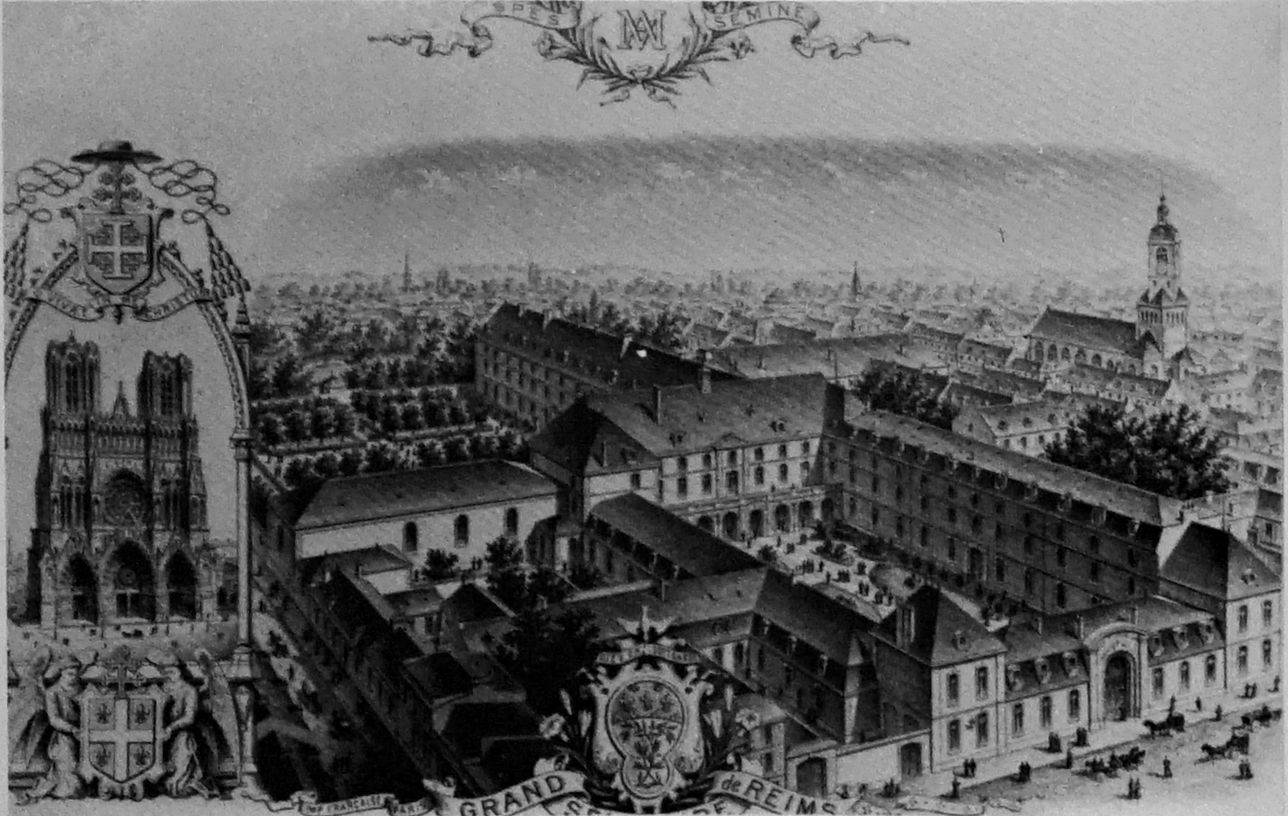
Le Grand séminaire.

## Abbés

### Abbés réguliers
- v. 1140 : Ulrich
- v. 1145 : Ursion
- v. 1150 : Hugues de Fouilloy (ca 1100-†1174)
- v. 1161 : Odon
- 1241-1246 : Léon ou Léonin
- 1282-1318 : Renaud du Bourg (†1318)
- 1473-1484 : Jacques Joffrin

### Abbés commendataires
À partir du Concordat de Bologne, commence la série des abbés commendataires et seigneurs temporels :
- v. 1545 : Jean du Bellay
- 1546-1598 : Jean-Claude Cauchon de Maupas
- v. 1556 : Nicolas Cochon sous Charles de Lorraine
- v. 1602 : Etienne Penet, aumônier de Marie de Médicis
- 1616 : Henri Cauchon de Maupas du Tour (1600-†1680), grand aumônier de la reine Anne d'Autriche, évêque du Puy en 1643, évêque d'Evreux en 1661.
- 1676-1687 :  Gaspard-Alexandre de Coligny de Saligny (1665-†1694), fils de Jean de Coligny-Saligny et d'Anne-Nicole Cauchon de Maupas, aussi abbé de l'Île-Chauvet, quitta l'habit ecclésiastique et épousa, en 1690, Marie de Madaillan, fille du marquis de Lassay.
- 1718 : Charles Gaspard Guillaume de Vintimille du Luc (1655-1746), archevêque de Paris.
- 1748 : Christophe de Beaumont, archevêque de Paris.
- v. 1748 : Jean de Saint-Exupéry
- 1775-1790 : Charles-Maurice de Talleyrand-Périgord.

## Bibliothèque
En 1790, la bibliothèque de Saint-Denis comportait 2379 imprimés et 85 manuscrits.

## Prieurés
L'influence de l'abbaye s'étend sur les prieurés où elle envoie ses religieux et dont elle recueille les revenus :
- Prieuré de Cormicy
- Prieuré de Grivy-Loisy
- Prieuré de Petit-Villers les Sapignies[6].
- Prieuré de Ventelay[7].

## Patrimoine foncier
Avant l'an mil, l'archidiacre Rogier avait fait don à Saint-Denis de Reims, du moulin de Bergnicourt, d'une masure et d'une ferme situées près de ce moulin et de la moitié du moulin supérieur. Hugues Ier de Rethel, avait, de son côté, donné à la même abbaye une maison et un alleu près de ce dernier établissement. Les religieux furent confirmés en ces diverses possessions par Manassès, archevêque de Reims (1100) et par son successeur Raoul (1124).
L'abbaye de Saint-Denis de Reims possédait des biens à Givry dès le XIIIe siècle, une ferme contiguë à l'église de Champigny où les abbés de Saint-Denis étaient seigneurs du lieu jusqu'à la Révolution, une seigneurie à Saint-Pierremont. Elle possédant des droits à Voncq et à Neuflize au XIIIe siècle. Rodolphe, archevêque de Reims, donna aux chanoines de Saint-Denis de Reims la seigneurie d'Ambly.

## Droit de patronage et dîmage

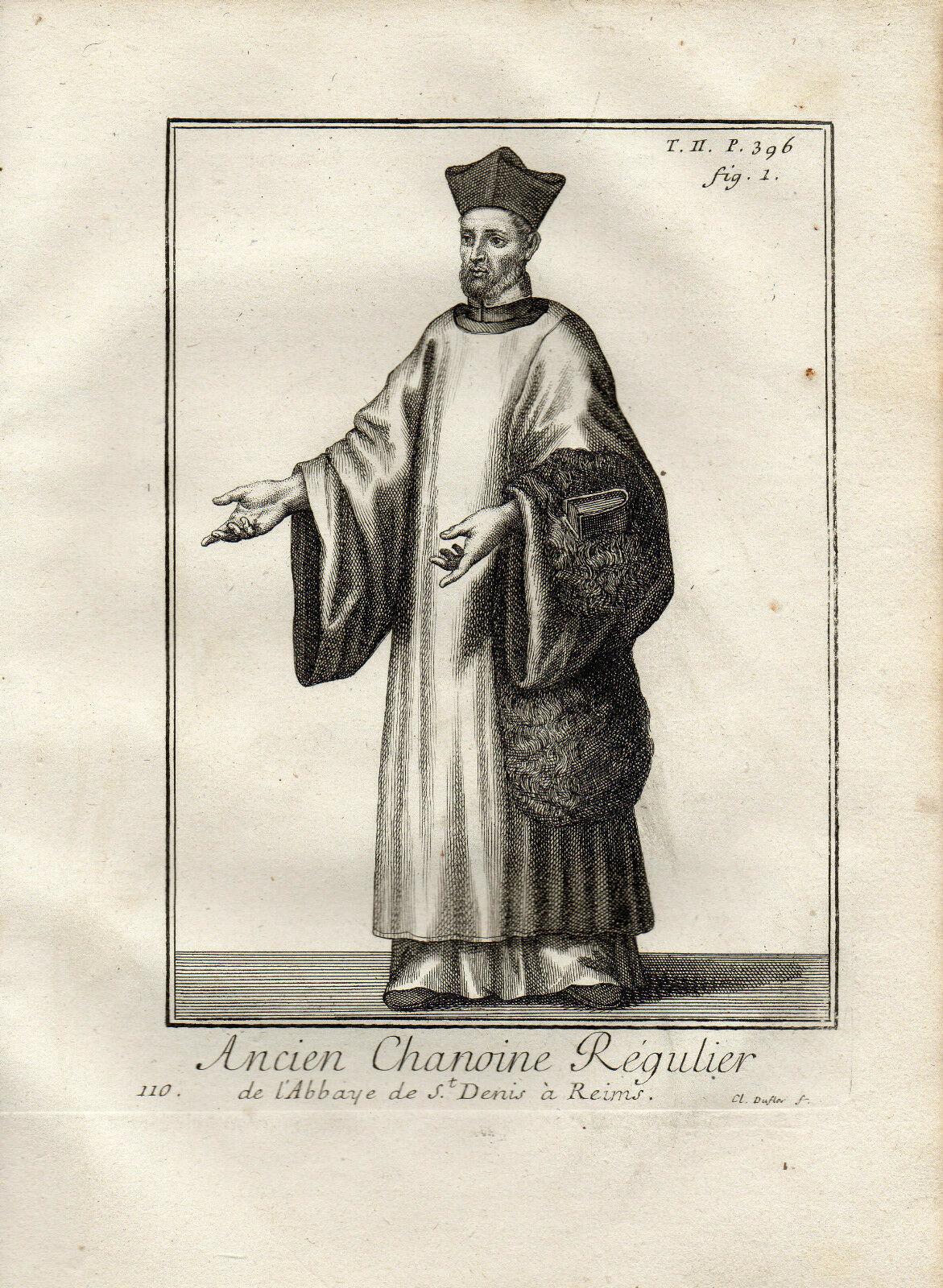
Costume d'un chanoine régulier de Saint-Denis de Reims au début du XVIIe siècle.

L'abbaye a le droit d'élire et de pourvoir aux cures des églises dont elle est patron, des prêtres qu'elle présente à l'ordination de l'évêque diocésain. C'est le droit de patronage, de présentation à l’évêque et de nomination d'un desservant aux églises ou cures (paroisses) où elle percevait les grosses dîmes : Ambonnay, Aougny, Arcis-le-Ponsart, Baslieux-lès-Fismes, Beine, Bouy, Chamery, Cormicy (1067), Fleury-la-Rivière, Lhéry, Aix, Burbure,..
La paroisse de Saint-Médard de Grandpré appartenait à la mense de l'abbaye et était desservie par des religieux de cette maison.
La paroisse de Lagery a été donnée aux chanoines réguliers de Saint-Denis de Reims par l'archevêque Manassès II en 1100. La paroisse de Vieilles-Landèves en 1106.
L'église Saint-Laurent de Grivy-Loisy fut donnée par l'archevêque Samson de Mauvoisin à l'abbé et aux religieux de Saint-Denis.
La paroisse de Mores dépendait des chanoines de Saint-Denis de Reims.
Les grosses et menues dîmes de la paroisse de Montmarin et Givry appartenaient à l'abbaye de Saint-Denis de Reims pour moitié selon un bordereau de 1496.

## Héraldique
| moderne | Les armes de Saint-Denis de Reims se blasonnent ainsi : « D'azur à la croix d'argent chargée d'une rose de gueules en cœur et accompagnée de quatre fleurs de lys d'or. » qui rappelle celui de celui-ci du diocèse ou de l'abbaye Saint-Remi ou « D'azur à un buste de saint Denis d'or tenant sa tête sur ses deux mains, accosté des deux lettres "S" et "D" de même. » | ancien |